# Lower Indian Ocean Network
Lower Indian Ocean Network (LION) es un cable submarino que conecta Madagascar, Réunion, y Mauricio. Teniendo unos 1000 kilómetros de largo, es capaz de transmitir hasta 1,28 Terabit por segundo. El proyecto fue financiado por un consorcio formado por Orange Madagascar, Telecom Mauricio y France Télécom y entró en servicio en 2009.
Cuenta con puntos de conexión a tierra en:
- Toamasina, Provincia de Toamasina, Atsinanana, Madagascar
- Sainte Marie, Distrito de Saint-Denis, Réunion
- Terre Rouge, Distrito de Pamplemousses, Mauricio

El cable fue extendido hasta Nyali en Kenia a través del cable LION2, pasando por Mayotte en 2012.